# Liste der Bodendenkmäler in Schwabhausen (Oberbayern)
Auf dieser Seite sind die Bodendenkmäler in der oberbayerischen Gemeinde Schwabhausen zusammengestellt. Diese Tabelle ist eine Teilliste der Liste der Bodendenkmäler in Bayern. Grundlage ist die Bayerische Denkmalliste, die auf Basis des Bayerischen Denkmalschutzgesetzes vom 1. Oktober 1973 erstmals erstellt wurde und seither durch das Bayerische Landesamt für Denkmalpflege geführt wird. Die folgenden Angaben ersetzen nicht die rechtsverbindliche Auskunft der Denkmalschutzbehörde.

## Bodendenkmäler der Gemeinde Schwabhausen

### Bodendenkmäler in der Gemarkung Arnbach
| Lage               | Objekt | Akten-Nr.     | Bild |
| ------------------ | --- | ------------- | ---- |
| Arnbach (Standort) | Verebnete Grabhügel vorgeschichtlicher Zeitstellung. | D-1-7634-0052 |      |
| Arnbach (Standort) | Siedlung und Grabenwerk vorgeschichtlicher Zeitstellung. | D-1-7634-0053 |      |
| Arnbach (Standort) | Untertägige mittelalterliche und frühneuzeitliche Befunde und Funde im Bereich der Katholischen Pfarrkirche St. Nikolaus in Arnbach und ihrer Vorgängerbauten. Siehe auch: St. Nikolaus (Arnbach) | D-1-7634-0144 |      |
| Arnbach (Standort) | Abgegangenes Hofmarkschloss des Mittelalters und der frühen Neuzeit (Schloss Arnbach). Siehe auch: Schloss Arnbach                                                                                | D-1-7634-0146 |      |

### Bodendenkmäler in der Gemarkung Kreuzholzhausen
| Lage                       | Objekt | Akten-Nr.     | Bild |
| -------------------------- | --- | ------------- | ---- |
| Kreuzholzhausen (Standort) | Grabhügel mit Bestattungen der Hallstattzeit. | D-1-7733-0152 |      |
| Kreuzholzhausen (Standort) | Untertägige frühneuzeitliche Befunde und Funde im Bereich der Katholischen Filialkirche Unsere Liebe Frau in Machtenstein. Siehe auch: Unsere Liebe Frau (Machtenstein) | D-1-7733-0277 |      |

### Bodendenkmäler in der Gemarkung Oberroth
| Lage                | Objekt | Akten-Nr.     | Bild                       |
| ------------------- | --- | ------------- | -------------------------- |
| Oberroth (Standort) | Grabhügel vorgeschichtlicher Zeitstellung. | D-1-7633-0027 | Bodendenkmal D-1-7633-0027 |
| Oberroth (Standort) | Grabhügel vorgeschichtlicher Zeitstellung. | D-1-7633-0028 | Bodendenkmal D-1-7633-0028 |
| Oberroth (Standort) | Grabhügel vorgeschichtlicher Zeitstellung. | D-1-7633-0029 | Bodendenkmal D-1-7633-0029 |
| Oberroth (Standort) | Grabhügel vorgeschichtlicher Zeitstellung. | D-1-7633-0030 | Bodendenkmal D-1-7633-0030 |
| Oberroth (Standort) | Untertägige mittelalterliche und frühneuzeitliche Befunde und Funde im Bereich der Katholischen Pfarrkirche St. Peter und Paul in Oberroth. Siehe auch: St. Peter und Paul (Oberroth) | D-1-7633-0194 |                            |
| Oberroth (Standort) | Siedlung der späten Latènezeit. | D-1-7633-0202 |                            |
| Oberroth (Standort) | Grabhügel vorgeschichtlicher Zeitstellung. | D-1-7733-0156 | Bodendenkmal D-1-7733-0156 |

### Bodendenkmäler in der Gemarkung Puchschlagen
| Lage                    | Objekt | Akten-Nr.     | Bild |
| ----------------------- | --- | ------------- | ---- |
| Puchschlagen (Standort) | Untertägige mittelalterliche und frühneuzeitliche Befunde und Funde im Bereich der Katholischen Filial- und Wallfahrtskirche St. Kastulus bei Puchschlagen und ihrer Vorgängerbauten. Siehe auch: St. Castulus (Puchschlagen) | D-1-7734-0196 |      |

### Bodendenkmäler in der Gemarkung Rumeltshausen
| Lage                                  | Objekt | Akten-Nr.     | Bild |
| ------------------------------------- | --- | ------------- | ---- |
| Rumeltshausen (Standort)              | Untertägige mittelalterliche und frühneuzeitliche Befunde und Funde im Bereich der Katholischen Filialkirche St. Laurentius in Rumeltshausen. Siehe auch: St. Laurentius (Rumeltshausen) | D-1-7634-0150 |      |
| Rumeltshausen Schwabhausen (Standort) | Grabhügel vorgeschichtlicher Zeitstellung. | D-1-7634-0191 |      |

### Bodendenkmäler in der Gemarkung Schwabhausen
| Lage                    | Objekt | Akten-Nr.     | Bild |
| ----------------------- | --- | ------------- | ---- |
| Schwabhausen (Standort) | Untertägige mittelalterliche und frühneuzeitliche Befunde und Funde im Bereich der Katholischen Pfarrkirche St. Michael in Schwabhausen und ihres Vorgängerbauten. Siehe auch: St. Michael (Schwabhausen) | D-1-7634-0033 |      |
| Schwabhausen (Standort) | Grabhügel vorgeschichtlicher Zeitstellung mit Nachbestattungen der römischen Kaiserzeit. | D-1-7634-0034 |      |
| Schwabhausen (Standort) | Verebnete Viereckschanze der späten Latènezeit. | D-1-7634-0050 |      |
| Schwabhausen (Standort) | Abgegangene Kapelle des Mittelalters und der frühen Neuzeit (St. Sebastian bzw. St. Gabinus in Armetshofen).                                                                                              | D-1-7634-0147 |      |
| Schwabhausen (Standort) | Untertägige spätmittelalterliche und frühneuzeitliche Befunde und Funde im Bereich der Katholischen Kapelle Hl. Dreifaltigkeit in Sickertshofen. Siehe auch: Heilige Dreifaltigkeit (Sickertshofen)       | D-1-7634-0155 |      |
| Schwabhausen (Standort) | Untertägige frühneuzeitliche Befunde im Bereich der Katholischen Kapelle St. Petrus in Edenholzhausen. Siehe auch: St. Petrus (Edenholzhausen)                                                            | D-1-7634-0158 |      |